# Варшавська русалка

Герб міста Варшава (1938)

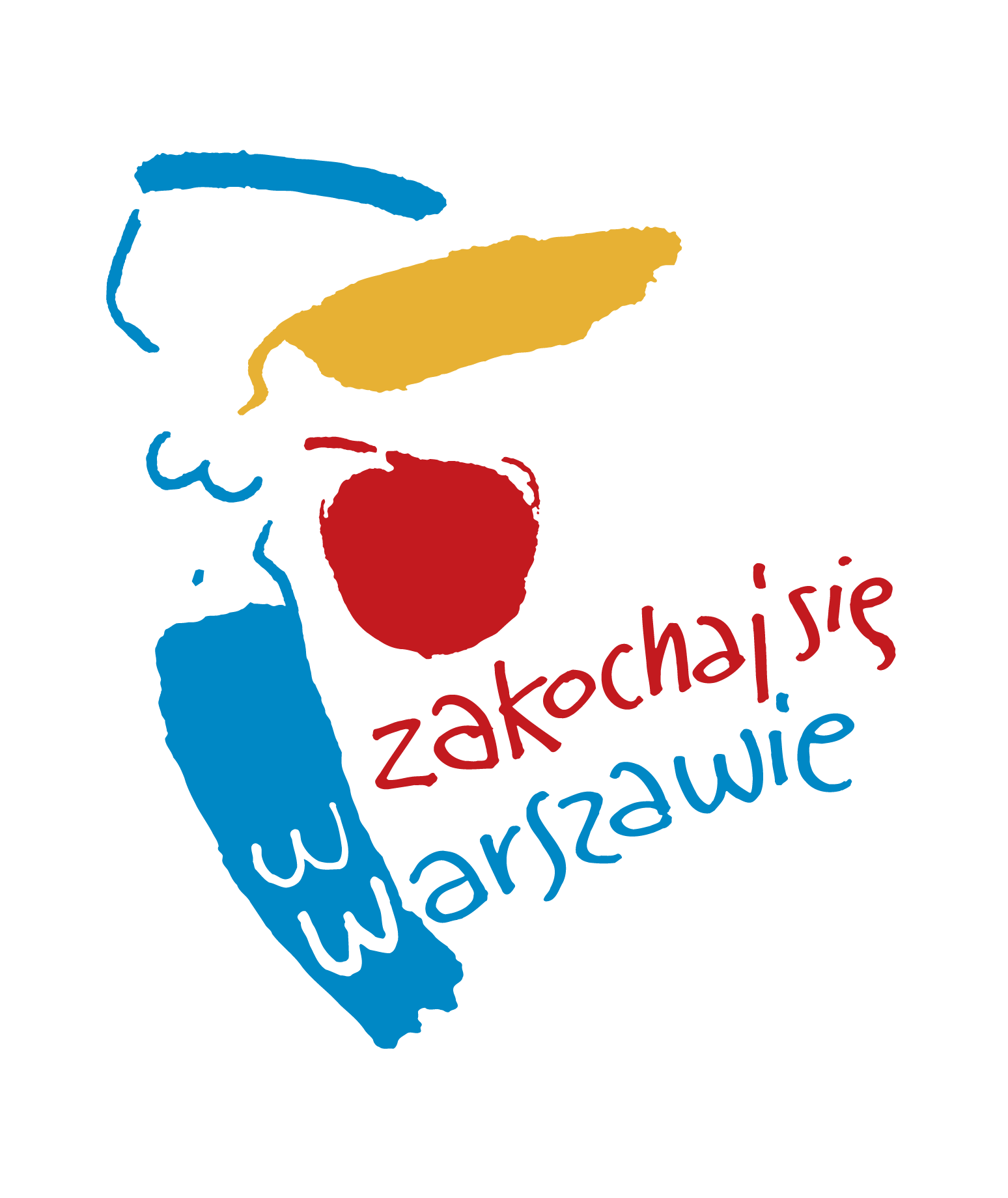
Логотип Варшави

Варшавська русалка, Варшавська сире́на (пол. Warszawska Syrenka) — зображення, що є символом міста Варшави й присутнє в гербі міста. Найстарше зображення належить до 1390 року.

## Герб Варшави
На гербі Старого Міста варшавська русалка зображувалася із пташиними ногами й з тілом дракона. У наступнім столітті, в 1459 році, у зображення варшавської русалки додали риб'ячий хвіст і верхню половину жіночого тіла, а також пташині лапи з пазурами.
У цей час варшавська русалка являє собою жінку з риб'ячим хвостом, з яким її стали зображувати з 1622 року й донині. У лівій руці русалка тримає круглий щит, а в правій короткий меч. На гербі міста від 1938 року вона зображена на червонім тлі.

## Пам'ятники
У Варшаві є 3 пам'ятники варшавській русалці. Старіший з них є роботою скульптора Констанція Хегеля (пол. Konstanty Hegel). Статуя відлита з м'якого сплаву цинку й установлена в центрі площі Ринок Старого міста. В 1928—2000 роках скульптуру багато раз перевозили з місця на місце і її часто псували вандали.
До 2000 року скульптуру повернули на ринкову площу. У 2008 році вона була заново відлита із бронзи, а оригінал зданий до міського музею Варшави.
У 1939 році скульпторка Людвіка Нічова (пол. Ludwika Nitschowa) створила нову статую. Як модель виступила молода етнографиня Христина Крахельська (пол. Krystyna Krahelska), яка загинула пізніше у Варшавськім Повстанні 1944 року.
Спочатку скульптуру збиралися встановити на колоні посередині ріки Вісли, але, врешті решт, її поставили на набережній річки напроти вулиці Тамка.

## Галерея

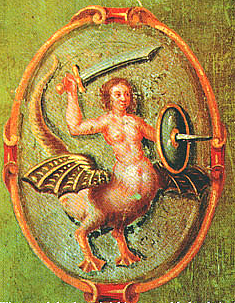
Варшавська русалка (1659)
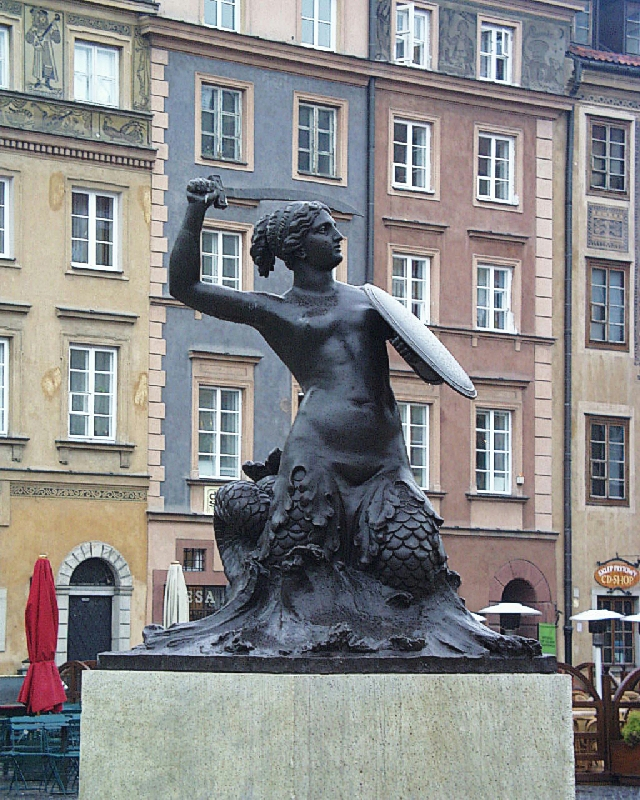
Варшавська русалка на площі Ринок Старого міста (1855)
52°14′59″ пн. ш. 21°00′44″ сх. д. / 52.24972° пн. ш. 21.01222° сх. д.
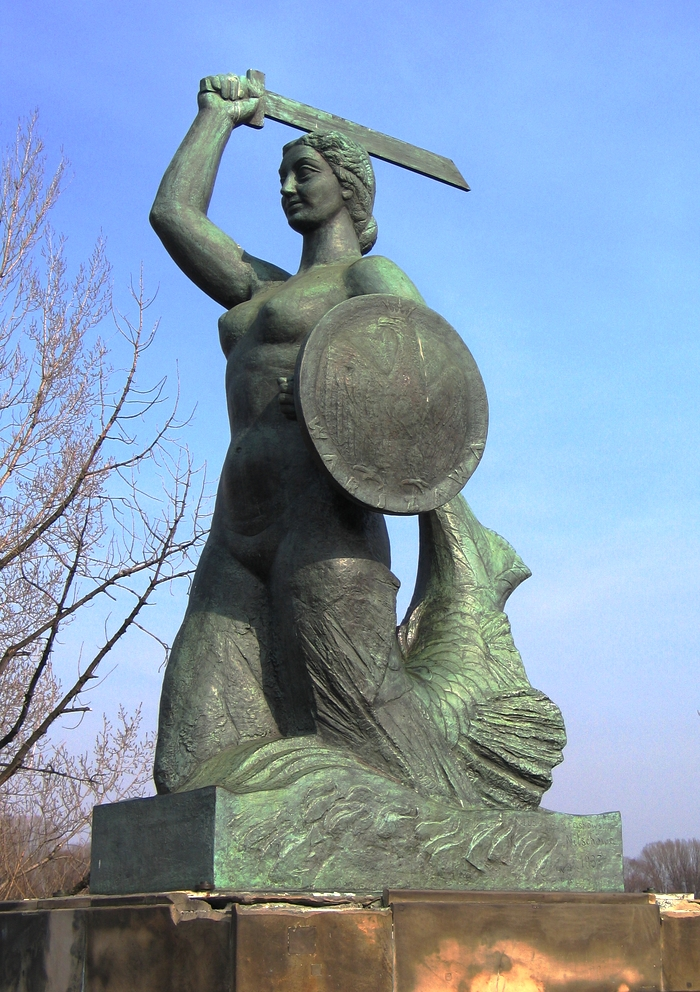
Варшавська русалка на набережній Вісли (1939)
 52°14′25″ пн. ш. 21°01′55″ сх. д. / 52.24028° пн. ш. 21.03194° сх. д.
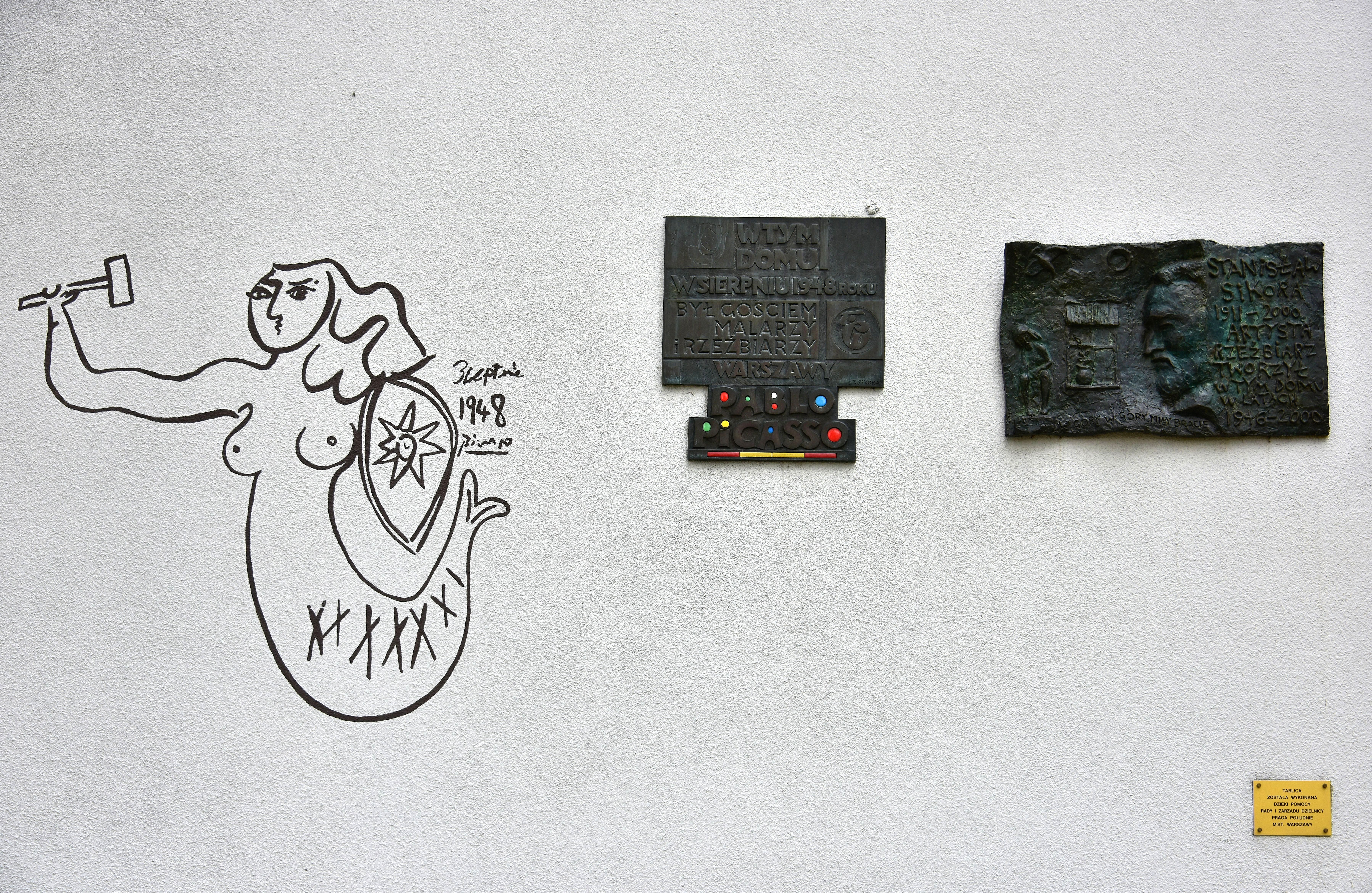
Русалка Пабло Пікассо (1948)